# Joseph Calvet
Joseph Calvet  (* 8. Oktober 1897 in Valence, Département Tarn-et-Garonne; † 3. Mai 1984 in Paris) war ein französischer Geiger.
Calvet studierte bis 1904 Violine am Konservatorium von Toulouse und dann am Conservatoire de Paris. Er war Schüler des Ysaÿe-Schülers Guillaume Rémy und gründete nach dem Abschluss seiner Ausbildung 1919 ein eigenes Streichquartett mit Georges Mignot (ab 1929 durch Daniel Guilevitch ersetzt), Léon Pascal und Paul Mas, das er bis zum Kriegsausbruch 1940 leitete. 1928 spielte das Ensemble auf Einladung Nadia Boulanger eine Gesamtaufführung der Streichquartette Beethovens in Paris. Das Quartett trat im Übrigen mit Aufnahmen von Streichquartetten zeitgenössischer französischer Komponisten, vor allem Claude Debussys und Maurice Ravels hervor. Nach dem Zweiten Weltkrieg gründete Calvet ebenfalls unter dem Namen Quatuor Calvet ein neues Streichquartett mit Jean Champeil, Maurice Husson und Manuel Recasens, das bis 1950 bestand.